# 시로와촌
시로와촌(일본어: 白羽村)은 일본의 중부, 시즈오카현 하이바라군에 속해있던 촌이다. 현재의 오마에자키시 동부에 해당한다.

## 역사
- 1889년 4월 1일 - 정촌제 시행에 의해 하이바라군 시로와촌이 단독으로 촌제를 시행해 자치체를 형성하였다.
- 1955년 3월 31일 - 오마에자키촌과 합병해 오마에자키정이 되었다.